# Кадиллак (команда Формулы-1)
«Кадиллак» (англ. Cadillac, полное название Cadillac Formula 1 Team) — команда Формулы-1 из США, первый сезон которой  планируется в 2026 году.

## История
В январе 2023 года компания General Motors объявила о намерении вывести бренд Cadillac в Формулу-1 в сотрудничестве с Andretti Global. Этот шаг был одобрен ФИА, но отклонен Formula One Group.
25 ноября 2024 года Формула-1 объявила, что General Motors примет участие в чемпионате в качестве конструктора с сезона 2026 года под брендом Cadillac, а с сезона 2029 года — в качестве поставщика двигателей. Стефано Доменикали заявил, что их приверженность проекту является «важной и позитивной демонстрацией эволюции нашего вида спорта». GM подтвердила, что чемпион Формулы-1 в сезоне 1978 года Марио Андретти войдёт в совет директоров. В декабре 2024 года Ferrari объявила о многолетнем партнерстве с Cadillac в качестве поставщика двигателей для американской команды.